# Transición (efecto especial)
La transición es un efecto especial que se usa para indicar la aparición de una diapositiva durante una presentación con diapositivas. Generalmente esta técnica se pone en práctica durante el proceso de postproducción (en caso de que se trate de una producción de una película u obra cinematográfica). Comúnmente se utiliza un corte normal y se añade la siguiente imagen. Muchos films también incluyen el uso selectivo de otro tipo de transiciones generalmente para transmitir cierto tono o estado de ánimo, sugerir el paso del tiempo, o separar partes de la historia. Estas otras transiciones pueden incluir fosas, corte en L, continuidades, barridos, y desvanecimientos, como por ejemplo, hacer aparecer gradualmente desde un fondo negro o disolver una diapositiva hasta la aparición de otra. Se puede elegir la transición que se desee y variar la velocidad de cada una.
- Existen muchos tipos de transiciones (persianas, cuadros bicolores, barrido, cubrir, cortar, empujar, disolver, etc. ya nombradas), muchas de las cuales disponen de variedades para las diferentes direcciones posibles (desde arriba, izquierda, abajo, derecha).

- Una transición es un efecto animado que facilita, o enfatiza, el paso de un clip al siguiente. La transición proporciona un puente entre dos clips de pantalla completa (o entre un clip y la oscuridad si la transición sólo tiene un clip continuo, como en el comienzo de la película), enlazando dos sobreimpresiones, o una sobreimpresión y una transparencia.

## Transiciones cortas
Toda película hoy en día, ya sea de acción en vivo, generada por un ordenador, o tradicionalmente dibujada a mano, es elaborada a partir de cientos de tomas individuales que se colocan juntas durante la edición para formar una sola película que será visualizada por el espectador. La transición de las tomas es el modo en que dos de estos planos individuales se unen.

### 1. Corte (cut)
El tipo de transición más básico, el corte es el modo más común de unir dos planos. Esencialmente es la continuación de dos planos distintos en el mismo tiempo y espacio. Es tan básico que no se necesita ningún proceso especial para generar un corte; las dos tiras de película son simplemente ejecutadas una tras la otra. Durante la visualización de la película, es cuando una imagen en pantalla es instantáneamente reemplazada por otra, a menudo cambiando el tipo de ángulo de la cámara. Aunque es simple en su construcción, el sujeto principal en cada lado del corte puede tener implicaciones de gran alcance en la película.
La toma A abruptamente termina y la toma B empieza.

#### 1.1. Corte de contraste
Un editor puede estratégicamente cortar para poner dos sujetos. Por ejemplo, alguien soñando con un campo de flores, toma A, puede de repente despertarse en un edificio en llamas, toma B. El sonido sería pacífico y sereno en la toma A, y repentinamente sería alto y ruidoso en la toma B. Este contraste entre paz y caos es intensificado a través de la transición repentina.

#### 1.2. Corte en L
Artículo principal: Corte L (en inglés)
Un corte en L es una técnica de edición que consiste en un corte que ocurre a distinto tiempo para audio que para video. Por ejemplo, podemos oír las voces de los personajes unos segundos antes de que los veamos en pantalla. Para conseguir este efecto, el editor tiene que hacer un corte con forma de L en la misma tira de película. Incluso hoy en día, con la llegada del sistema de edición no linear computarizados, la representación digital de la película en el programa aún conlleva esta apariencia con forma de L.

#### 1.3. Corte invisible
Igual que en la continuidad, el corte invisible pretende unir dos tomas con encuadres similares. No obstante, el corte invisible es diseñado para esconder completamente la transición al público. El espectador puede deducir que el corte ha ocurrido, pero tendrían cierta dificultad para determinar con precisión el momento exacto. Por ejemplo, si un personaje camina hacia la cámara, cubriéndola completamente, el corte se introduce cuando la espalda del personaje se muestra alejándose. El corte invisible también puede esconderse con un latigazo, añadiendo o quitando un medio muy oscuro o muy iluminado, o por un objeto cruzando por la pantalla.

#### 1.4. Corte de salto
Un corte de salto es normalmente el resultado de un error en la continuidad, y no se trata de una muy estilística elección por parte del director. Un corte de salto ocurre cuando un corte, diseñado para actuar meramente como un cambio de ángulo de cámara (menos de 30 grados), revela cierta discrepancia en la continuidad de dos tomas. Por ejemplo, si un personaje tiene su mano sobre su boca en un plano medio, y no en un plano de detalle, este pequeño detalle, que probablemente pasó desapercibido durante la grabación, ahora es demasiado evidente para el espectador.

#### 1.5. Continuidad
Artículo principal: continuidad cinematográfica 
La continuidad une dos piezas de un film que contiene dos objetos de medidas similares en rincones similares dentro del encuadre. Uno de los ejemplos más famosos de este tipo de edición es en 2001: Una odisea en el espacio donde un hueso lanzado por un simio prehistórico corta al plano de una futurista estación espacial.

#### 1.6. Transición en paralelo
Por ejemplo, imagine una escena de acción donde el héroe de la película es perseguido por el villano. Para conseguir que toda la escena de la persecución tanto el héroe como el villano quepan en el marco de la película en el mismo tiempo, resultaría dificultoso y poco atractivo ante todo. Una forma fácil de solucionar este problema es mediante el uso de los cortes en paralelo. En este ejemplo, la escena consistiría en diversas tomas del héroe corriendo en una dirección, y otras tomas del villano corriendo en la misma dirección. Quizás en un punto de la secuencia, el héroe mira hacia atrás, fuera del encuadre, hacia su perseguidor. Justo en este momento, el editor insertaría un plano del villano. Ninguno de los dos personajes ocupa el mismo espacio en la pantalla, pero la audiencia sobre entiende que uno persigue al otro. Esta técnica aparece parodiada en la película "Naked Gun 2½", donde la edición intercala el villano y el héroe luchando entre ellos, y finalmente en una toma larga nos damos cuenta que de hecho se encuentran a una distancia de cuatro pies el uno del otro.

### 2. Fosa o fundido de entrada/de salida (fade)
La fosa ocurre cuando gradualmente la imagen cambia a un solo color, generalmente negro, o cuando una imagen aparece gradualmente en pantalla. La fosa de entrada normalmente tiene lugar en el inicio de la película, mientras que el de salida típicamente se encuentra en su final.

#### Desvanecimiento
Artículo principal: Fosa (en cinema) (en catalán)
Como en la fosa, el desvanecimiento consiste en el cambio gradual de la visibilidad de la imagen. No obstante, en lugar de una transición de la toma a un plano en color, un desvanecimiento consiste en el cambio gradual de una toma a otra toma. Los desvanecimientos, igual que los cortes, pueden usarse para conectar dos objetos distintos, por ejemplo un hombre explicando una historia y una imagen visual de esta historia.

### 3. Barrido (Whip Pan)
Artículo principal: Wipe (en inglés)
El barrido consiste en el reemplazo de un plano por otro, con movimiento desde un lado del encuadre hacia el otro. Piense en una línea vertical pasando desde la parte derecha del marco hacia la parte izquierda de este. En la parte de la izquierda de esta línea, tenemos la toma A, y en la parte de la derecha de esta línea tememos la toma B. Cuando esta línea llega a la parte izquierda del marco, la toma B llenará toda la pantalla, y la transición será completada. Este ejemplo describe un barrido de línea vertical, y se trata de uno de todos los tipos de barrido que existen.
Otro tipo de barrido muy común utiliza objetos de la propia escena en lugar de líneas verticales invisibles. Una interesante aplicación de esta técnica es la creación de la ilusión de que la cámara atraviesa el techo de la planta baja de una casa con varios pisos hasta el suelo del piso de arriba. En este caso, la toma A consistiría en la cámara llegando hasta el techo, y la toma B consistiría en la cámara "levantándose" desde el suelo. La transición de barrida da la impresión de que la cámara está atravesando entre los suelos de una casa.

#### 3.1 Barrido de iris
El tamaño del barrido también puede ser circular mediante el uso del iris de la cámara. Con el cierre del iris, un círculo borroso barre la escena hasta el centro del encuadre, otorgando atención al sujeto que ocupa el centro de la imagen.

### 4. Morphing
Artículo principal: Morphing
Aunque no siempre confinado con transiciones cinematográficas, un morph puede entenderse como la combinación entre un desvanecimiento y efectos especiales. En lugar de simplemente mezclar todos los colores juntos, esta técnica es capaz de gradualmente remodelar un objeto para convertirlo en otro distinto, creando mucha más conexión que lo que puede ofrecer un simple desvanecimiento. Un famoso ejemplo puede encontrarse en el final de la película Salvar al Soldado Ryan. La cara del soldado joven Ryan (interpretado por Matt Damon) es lentamente transformada en el rostro del viejo soldado Ryan (interpretado por Harrison Young), cuando al mismo tiempo el fondo de la ciudad sitiada durante la Segunda Guerra Mundial es desvanecido hasta un cementerio en el tiempo moderno; no hay duda para la audiencia que los dos hombres se tratan de uno y el mismo.

### 5. Encadenado/disolvencia (dissolve) y sobreimpresionado
El encadenado consiste en mezclar dos planos. Mientras uno va desvaneciendo, el otro aparece de forma gradual. Ambas imágenes se unen, una va tomando más importancia visual respecto a la otra. En un momento el espectador percibe, a la vez,  dos imágenes con un mismo peso visual, dos planos que tienen la misma presencia visual. A esto se le denomina superposición o  sobreimpresión de imágenes. Frecuentemente se usa para mostrar explícitamente el paso de tiempo en periodos cortos. A veces contiene un significado referido a una elipsis temporal o espacial.  Otra utilidad del encadenado es para las transformaciones de algunos personajes. Un ejemplo claro es la metamorfosis de Brigitte Helm en el robot de "Metrópolis" de Fritz Langa (1926), en el inicio de la película "Ciudadano Kane" de Orson Welles o el encadenado de la película de              “Rebecca” de Hitchcock

### 6. Cortinilla (wipe)
Este tipo de transición funciona pasando de un plano a otro como si se abriera una cortina. Por lo tanto, consiste en el reemplazamiento progresivo de un plano por otro. Hay distintas formas para reemplazarlos: desplazándose o empujando de arriba abajo (vertical), de un lado a otro (horizontal), en diagonal, espiral, abanico...   Para dividir la imagen con la cortinilla se puede hacer con el borde de color (separando dos mundos distintos) con el borde definido (separando de manera clara ambas imágenes) o con el borde difuminado mediante el cual se mezclan las dos imágenes.
Este tipo de transición es un efecto óptico en movimiento en el cual una escena parece empujar a otra fuera de la pantalla. También pueden adquirir formas muy distintas e originales:  de estrellas, llamas, rayos, cerraduras, corazones, diamantes, picas, tréboles, etc. Un claro ejemplo es la película de Batman, en la cual aparecían cortinillas con forma de murciélago. Este efecto ha caído en desuso. Las cortinillas necesitan la producción de un duplicado en negativo, esa es la razón por la cual su uso suele estar limitado a films en 35mm. Una de las películas en las que aparece es en “El que recibe las bofetadas”  (1924) de Victor Sjöström. Otra película donde aparece este efecto es “La guerra de las Galaxias” (1977) de George Lucas.. Las cortinillas son transiciones mecánicas.  En las primeras películas sonoras, especialmente en los musicales, era un método que se utilizaba con frecuencia. Hoy en día se utilizan principalmente en las películas promocionales (tráiler), en anuncios televisivos o en películas publicitarias. Aun así su uso es muy limitado muchas veces se emplea como guiño cultural para los espectadores que tienen conocimiento de la evolución del lenguaje cinematográfico.

### 7. Desenfoque (Focus-In, Focus-Out)
El desenfoque es un recurso que, como su nombre indica, consiste en desenfocar la imagen para pasar a la siguiente, pasar de desenfocado a foco. Su empleo más habitual es para indicar cambios especiales, temporales, transiciones decorativas, para diferenciar la realidad de un sueño o para marcar la introducción de un flashfoward . Un ejemplo es en la película "El último” (Der Letzte Mann) de Friedrich Wilhelm Murnau, en la cual se emplea una combinación de fundido, desenfoque y encadenado. También sirve para evocar el estado psicológico de un personaje, por ejemplo un estado de embriaguez. Es un recurso que se usó mucho en el cine clásico y hasta la década de los 40. Se usaba para marcar el comienzo de un flashback en la narración.

### 8. Entradas y salidas de campo
Es un tipo de transición por corte aunque permite independencia de éste, consiguiendo paraelipsi,  elipsis espaciales o temporales y espacios vacíos. Se consigue mediante las entradas y salidas de campo de un personaje u objeto, es decir, cuando un elemento en movimiento aparece en el encuadre de un plano específico. Dicho movimiento puede llevar de un plano a otro formando una secuencia. No obstante, hay que tener en cuenta que con este tipo de transición es muy importante la continuidad entre planos consecutivos, es decir, hay que fijarse en el raccord para no intervenir negativamente en el desarrollo de la historia (haciendo un error de raccord).

### 9. Zoom[18]
El Zoom o también llamado travelling óptico, consigue trasladar la visión del espectador de una situación a otra más cercana o lejana mediante una óptica de tipo zoom que tiene la función de desplazar las lentes cambiando la distancia focal. Esta herramienta siempre se ha usado para encuadrar y reencuadrar el plano. La perspectiva de la cámara no varía, pero sí que lo hacen las dimensiones de la escena dentro del cuadro. Esto es debido a los objetivos empleados, que tienen una focal variable. No hay que confundir un zoom con un travelling, puesto que no cumple su misma función. Producen impresiones ópticas distintas y asimismo transmiten valores diferentes. El uso de este tipo de transición era muy propio del cine de los años 60, principios del 70. 

#### 9.1. Avanzando (Zoom in)
Este es el Zoom de acercamiento. Supone la transición de la visión de una imagen hasta una porción de la misma que se quiera resaltar. Para lograrlo, se cierra el ángulo de lente, esto reduce el ángulo de visión y el tamaño de la imagen aumenta. Como consecuencia de todos los procesos técnicos anteriores, hay unos cambios en la imagen: la profundidad de campo reduce, desenfoca el fondo y lo acerca al primer término. Mezcla la persona con su entorno, con el fondo.  

#### 9.2. Retrocediendo (Zoom out)
Este es el Zoom de alejamiento, supone una transición a la inversa rodeando una imagen del ambiente que la envuelve. Para lograrlo se emplean los mismos procesos que con el Zoom in, pero al revés. Se abre el ángulo de lente, consecuentemente el ángulo de visión se amplía y disminuye el tamaño de la imagen. Con esto, se consigue ampliar la profundidad de campo, tener un fondo no desenfocado y alejar el fondo del primer término, no se mezcla la persona con el fondo. 
Véase también: Film transition